# أليكس لونش
أليكس لونش (بالإنجليزية: Alex Lynch)‏ (4 أبريل 1995 في المملكة المتحدة - ) هو لاعب كرة قدم بريطاني في مركز حراسة المرمى. شارك مع منتخب ويلز تحت 17 سنة لكرة القدم. أما مع النوادي، فقد لعب مع نادي بيتربورو يونايتد وويكمب وندررز وHiston F.C. ‏ وهايز وييدينغ يونايتد ‏ وStamford A.F.C. ‏ وBrackley Town F.C. ‏ وBurnham F.C. ‏ ونادي ويلدستون لكرة القدم.

## وصلات خارجية
- أليكس لونش على موقع قاعدة بيانات كرة القدم.إي يو (الإنجليزية)
- أليكس لونش على موقع Soccerbase.com (لاعب) (الإنجليزية)
- أليكس لونش على موقع Soccerway.com (الإنجليزية)